# Dubaï Waterfront

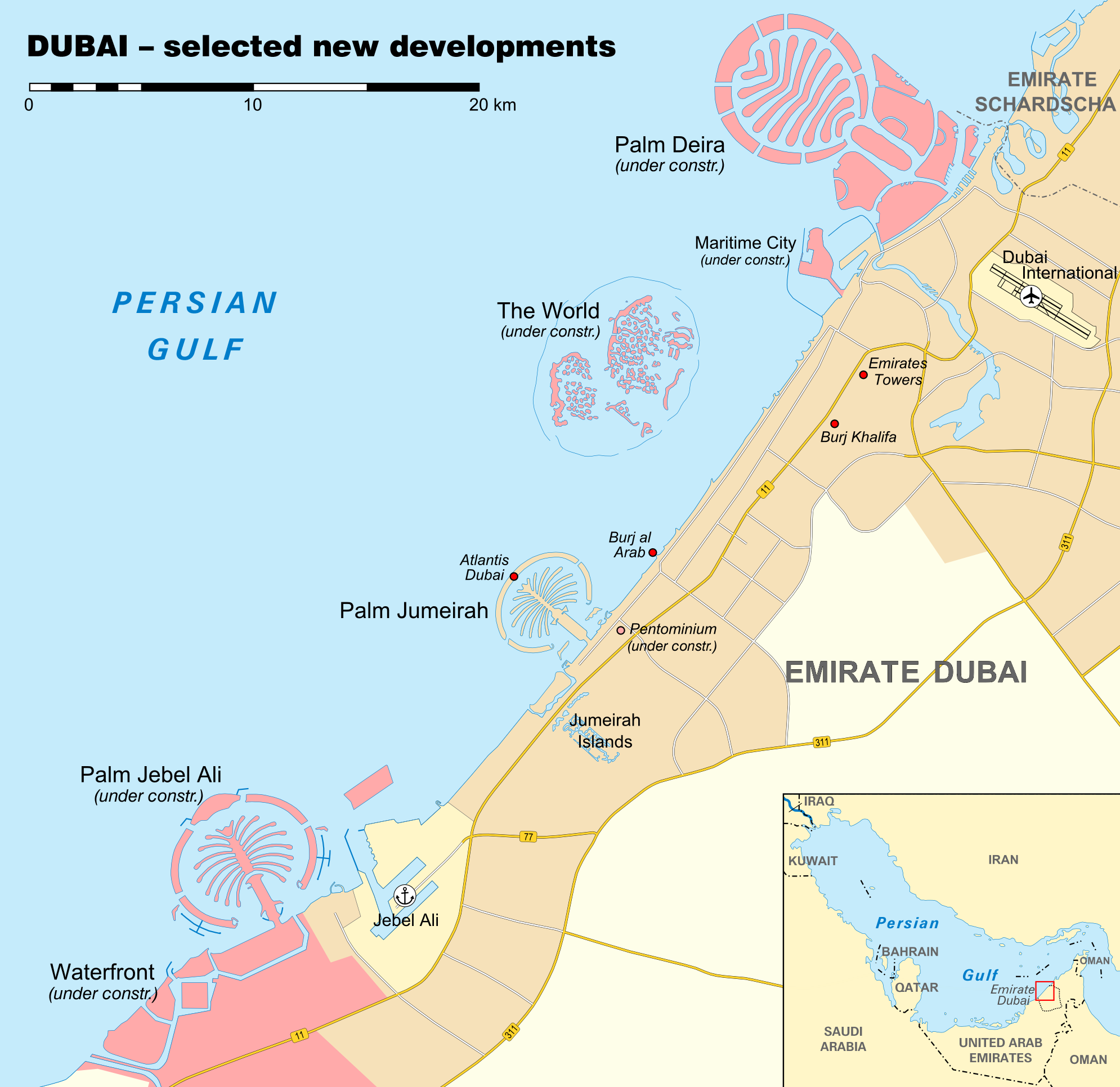
Archipels de Dubaï.

Dubaï Waterfront est un projet de construction d'un archipel artificiel, le long du littoral de l'émirat de Dubaï, situé dans le golfe Persique.

## Histoire
La construction du canal Palm Cove, long de huit kilomètres, a commencé en février 2007. Le maître d'œuvre est Nakheel Properties.